# Světový pohár v rychlobruslení 2002/2003
Světový pohár v rychlobruslení 2002/2003 byl 18. ročník Světového poháru v rychlobruslení. Konal se v období od 9. listopadu 2002 do 9. března 2003. Soutěž byla organizována Mezinárodní bruslařskou unií (ISU).
Do celkového pořadí v závodech na 500 m byly započítány i dva starty na trati 100 m.

## Kalendář
| Místo           | Datum                  | 100 m | 500 m | 1000 m | 1500 m | 3 km/5 km | 5 km/10 km |
| --------------- | ---------------------- | ----- | ----- | ------ | ------ | --------- | ---------- |
| Hamar           | 9.–10. listopadu 2002  |       |       |        | 1×     | 1×        |            |
| Erfurt          | 15.–17. listopadu 2002 |       |       |        | 1×     | 1×        |            |
| Heerenveen      | 23.–24. listopadu 2002 |       |       |        | 1×     |           | 1×         |
| Nagano          | 7.–8. prosince 2002    |       | 2×    | 2×     |        |           |            |
| Charbin         | 14.–15. prosince 2002  |       | 2×    | 2×     |        |           |            |
| Salt Lake City  | 10.–12. ledna 2003     | 1×    | 2×    | 2×     |        |           |            |
| Baselga di Piné | 15.–16. února 2003     |       |       |        | 1×     | 1×        |            |
| Inzell          | 1.–2. března 2003      | 1×    | 2×    | 1×     |        |           |            |
| Heerenveen      | 7.–9. března 2003      |       | 2×    | 2×     | 1×     | 1×        |            |

## Muži

### 100 m/500 m
| Místo            | Disciplína     | 1. místo           | Čas      | 2. místo         | Čas      | 3. místo         | Čas      | Příp. další česká účast   | Čas    |
| ---------------- | -------------- | ------------------ | -------- | ---------------- | -------- | ---------------- | -------- | ------------------------- | ------ |
| Nagano 1         | 500 m          | Jeremy Wotherspoon | 35,19    | Hirojasu Šimizu  | 35,53    | Džódži Kató      | 35,61    | —                         | —      |
| Nagano 2         | 500 m          | Jeremy Wotherspoon | 35,52    | Hirojasu Šimizu  | 35,59    | Gerard van Velde | 35,61    | —                         | —      |
| Charbin 1        | 500 m          | Jeremy Wotherspoon | 35,43    | Džódži Kató      | 35,63    | Hirojasu Šimizu  | 35,70    | —                         | —      |
| Charbin 2        | 500 m          | Jeremy Wotherspoon | 35,72    | Jü Feng-tchung   | 35,83    | Tomonori Kawata  | 35,88    | —                         | —      |
| Salt Lake City 1 | 100 m          | Tomonori Kawata    | 9,44     | Mark Nielsen     | 9,45     | Hirojasu Šimizu  | 9,51     | —                         | —      |
| Salt Lake City 2 | 500 m          | Jeremy Wotherspoon | 34,41    | Džódži Kató      | 34,88    | Erben Wennemars  | 35,03    | —                         | —      |
| Salt Lake City 3 | 500 m          | Jeremy Wotherspoon | 34,77    | Gerard van Velde | 34,85    | Erben Wennemars  | 34,90    | —                         | —      |
| Inzell 1         | 500 m          | Jeremy Wotherspoon | 35,42    | Joey Cheek       | 35,63    | Erben Wennemars  | 35,80    | 30. (div. B) David Kramár | DNS    |
| Inzell 2         | 500 m          | Jeremy Wotherspoon | 35,20    | Gerard van Velde | 35,55    | Kip Carpenter    | 35,79    | —                         | —      |
| Inzell 3         | 100 m          | Mark Nielsen       | 9,52     | Džódži Kató      | 9,72     | Jü Feng-tchung   | 9,74     | —                         | —      |
| Heerenveen 1     | 500 m          | Erben Wennemars    | 35,25    | Mike Ireland     | 35,31    | Hirojasu Šimizu  | 35,42    | 20. (div. B) David Kramár | 41,82  |
| Heerenveen 2     | 500 m          | Erben Wennemars    | 35,17    | Hirojasu Šimizu  | 35,27    | Jan Bos          | 35,49    | —                         | —      |
|                  |                |                    |          |                  |          |                  |          |                           |        |
| Celkové pořadí   | Celkové pořadí | Jeremy Wotherspoon | 852 bodů | Erben Wennemars  | 642 bodů | Džódži Kató      | 610 bodů | 64. David Kramár          | 0 bodů |

### 1000 m
| Místo            | !1. místo          | Čas      | 2. místo           | Čas      | 3. místo           | Čas      | Příp. další česká účast              | Čas     |
| ---------------- | ------------------ | -------- | ------------------ | -------- | ------------------ | -------- | ------------------------------------ | ------- |
| Nagano 1         | Erben Wennemars    | 1:10,36  | Nick Pearson       | 1:10,41  | Jan Bos            | 1:10,42  | —                                    | —       |
| Nagano 2         | Jan Bos            | 1:10,23  | Gerard van Velde   | 1:10,32  | Nick Pearson       | 1:10,54  | —                                    | —       |
| Charbin 1        | Erben Wennemars    | 1:10,16  | Jeremy Wotherspoon | 1:10,36  | Gerard van Velde   | 1:10,74  | —                                    | —       |
| Charbin 2        | Jan Bos            | 1:10,51  | Gerard van Velde   | 1:10,95  | Erben Wennemars    | 1:10,96  | —                                    | —       |
| Salt Lake City 1 | Jeremy Wotherspoon | 1:07,89  | Erben Wennemars    | 1:08,10  | Joey Cheek         | 1:08,20  | —                                    | —       |
| Salt Lake City 2 | Erben Wennemars    | 1:07,33  | Jeremy Wotherspoon | 1:08,29  | Gerard van Velde   | 1:08,34  | —                                    | —       |
| Inzell           | Gerard van Velde   | 1:10,60  | Jan Bos            | 1:10,62  | Jeremy Wotherspoon | 1:10,84  | 34. (div. B) David Kramár            | DNS     |
| Heerenveen 1     | Erben Wennemars    | 1:09,11  | Gerard van Velde   | 1:09,58  | Jan Bos            | 1:10,09  | 27. (div. B) Miroslav Vtípil         | 1:18,38 |
| Heerenveen 2     | Erben Wennemars    | 1:09,38  | Gerard van Velde   | 1:09,94  | Joey Cheek         | 1:10,15  | —                                    | —       |
|                  |                    |          |                    |          |                    |          |                                      |         |
| Celkové pořadí   | Erben Wennemars    | 755 bodů | Gerard van Velde   | 670 bodů | Jan Bos            | 558 bodů | 63. Miroslav Vtípil 63. David Kramár | 0 bodů  |

### 1500 m
| Místo            | 1. místo          | Čas      | 2. místo          | Čas      | 3. místo           | Čas      | Příp. další česká účast      | Čas     |
| ---------------- | ----------------- | -------- | ----------------- | -------- | ------------------ | -------- | ---------------------------- | ------- |
| Hamar            | Jevgenij Lalenkov | 1:47,39  | Erben Wennemars   | 1:48,30  | Derek Parra        | 1:48,84  | —                            | —       |
| Erfurt           | Derek Parra       | 1:47,48  | Jevgenij Lalenkov | 1:47,75  | Alexandr Kibalko   | 1:48,18  | 42. (div. B) Miroslav Vtípil | 1:58,11 |
| Erfurt – víceboj | Derek Parra       | 1:47,48  | Alexandr Kibalko  | 1:48,18  | Kevin Marshall     | 1:49,31  | 39. Miroslav Vtípil          | 1:58,11 |
| Heerenveen       | Erben Wennemars   | 1:46,63  | Jevgenij Lalenkov | 1:47,28  | Derek Parra        | 1:48,18  | 24. (div. B) Miroslav Vtípil | 1:56,77 |
| Baselga di Piné  | Jevgenij Lalenkov | 1:51,17  | Mark Tuitert      | 1:51,85  | Erben Wennemars    | 1:52,05  | —                            | —       |
| Heerenveen       | Jevgenij Lalenkov | 1:47,77  | Ids Postma        | 1:48,56  | Ralf van der Rijst | 1:48,67  | 31. (div. B) Miroslav Vtípil | 1:58,54 |
|                  |                   |          |                   |          |                    |          |                              |         |
| Celkové pořadí   | Jevgenij Lalenkov | 460 bodů | Derek Parra       | 376 bodů | Erben Wennemars    | 310 bodů | 49. Miroslav Vtípil          | 0 bodů  |

Pokud se rychlobruslaři účastnili v rámci mítinku v Erfurtu i víceboje, získali do Světového poháru dodatečné body. Pořadí těchto závodníků je též uvedeno v tabulce.

### 5000 m/10 000 m
| Místo            | Disciplína     | 1. místo          | Čas      | 2. místo    | Čas      | 3. místo          | Čas      | Příp. další česká účast      | Čas     |
| ---------------- | -------------- | ----------------- | -------- | ----------- | -------- | ----------------- | -------- | ---------------------------- | ------- |
| Hamar            | 5000 m         | Gianni Romme      | 6:28,39  | Bob de Jong | 6:28,46  | Carl Verheijen    | 6:33,09  | —                            | —       |
| Erfurt           | 5000 m         | Carl Verheijen    | 6:27,44  | Bob de Jong | 6:28,39  | Jochem Uytdehaage | 6:32,12  | 29. (div. B) Miroslav Vtípil | 6:51,17 |
| Erfurt – víceboj | 5000 m         | Carl Verheijen    | 6:27,44  | Bob de Jong | 6:28,39  | Jochem Uytdehaage | 6:32,12  | 25. Miroslav Vtípil          | 6:51,17 |
| Heerenveen       | 10 000 m       | Carl Verheijen    | 13:30,53 | Lasse Sætre | 13:31,29 | Bob de Jong       | 13:31,60 | —                            | —       |
| Baselga di Piné  | 5000 m         | Jochem Uytdehaage | 6:39,93  | Bob de Jong | 6:41,82  | Carl Verheijen    | 6:42,39  | —                            | —       |
| Heerenveen       | 5000 m         | Jochem Uytdehaage | 6:27,42  | Bob de Jong | 6:29,48  | Carl Verheijen    | 6:31,56  | 29. (div. B) Miroslav Vtípil | 7:08,44 |
|                  |                |                   |          |             |          |                   |          |                              |         |
| Celkové pořadí   | Celkové pořadí | Carl Verheijen    | 460 bodů | Bob de Jong | 430 bodů | Jochem Uytdehaage | 410 bodů | 45. Miroslav Vtípil          | 0 bodů  |

Pokud se rychlobruslaři účastnili v rámci mítinku v Erfurtu i víceboje, získali do Světového poháru dodatečné body. Pořadí těchto závodníků je též uvedeno v tabulce.

## Ženy

### 100 m/500 m
| Místo            | Disciplína     | 1. místo                        | Čas      | 2. místo                                     | Čas      | 3. místo                  | Čas      | Příp. další česká účast        | Čas    |
| ---------------- | -------------- | ------------------------------- | -------- | -------------------------------------------- | -------- | ------------------------- | -------- | ------------------------------ | ------ |
| Nagano 1         | 500 m          | Šihomi Šinjaová                 | 38,60    | Catriona LeMayová-Doanová                    | 38,61    | Wang Man-li               | 38,74    | —                              | —      |
| Nagano 2         | 500 m          | Sajuri Ósugaová                 | 38,43    | Monique Garbrechtová-Enfeldtová              | 38,49    | Wang Man-li               | 38,55    | —                              | —      |
| Charbin 1        | 500 m          | Monique Garbrechtová-Enfeldtová | 38,45    | Jenny Wolfová                                | 39,01    | Catriona LeMayová-Doanová | 39,03    | —                              | —      |
| Charbin 2        | 500 m          | Monique Garbrechtová-Enfeldtová | 38,75    | Světlana Žurovová                            | 38,95    | Wang Man-li               | 38,97    | —                              | —      |
| Salt Lake City 1 | 100 m          | Světlana Žurovová               | 10,31    | Catriona LeMayová-Doanová                    | 10,33    | Jukari Watanabeová        | 10,35    | —                              | —      |
| Salt Lake City 2 | 500 m          | Monique Garbrechtová-Enfeldtová | 37,50    | Catriona LeMayová-Doanová                    | 37,78    | Sajuri Ósugaová           | 37,87    | —                              | —      |
| Salt Lake City 3 | 500 m          | Monique Garbrechtová-Enfeldtová | 37,45    | Wang Man-li                                  | 37,85    | Tomomi Okazakiová         | 37,92    | —                              | —      |
| Inzell 1         | 500 m          | Monique Garbrechtová-Enfeldtová | 38,55    | Catriona LeMayová-Doanová                    | 38,83    | Wang Man-li               | 38,96    | 16. (div. B) Marcela Kramárová | 43,74  |
| Inzell 2         | 500 m          | Monique Garbrechtová-Enfeldtová | 39,12    | Marianne Timmerová Catriona LeMayová-Doanová | 39,56    | —                         | —        | 13. (div. B) Marcela Kramárová | 43,60  |
| Inzell 3         | 100 m          | Catriona LeMayová-Doanová       | 10,41    | Šihomi Šinjaová                              | 10,51    | Sajuri Ósugaová           | 10,51    | —                              | —      |
| Heerenveen 1     | 500 m          | Monique Garbrechtová-Enfeldtová | 38,30    | Anželika Kotjugová Wang Man-li               | 38,45    | —                         | —        | 10. (div. B) Marcela Kramárová | 42,56  |
| Heerenveen 2     | 500 m          | Monique Garbrechtová-Enfeldtová | 38,23    | Catriona LeMayová-Doanová                    | 38,64    | Světlana Žurovová         | 38,84    | 7. (div. B) Marcela Kramárová  | 42,73  |
|                  |                |                                 |          |                                              |          |                           |          |                                |        |
| Celkové pořadí   | Celkové pořadí | Monique Garbrechtová-Enfeldtová | 940 bodů | Catriona LeMayová-Doanová                    | 816 bodů | Sajuri Ósugaová           | 617 bodů | 51. Marcela Kramárová          | 2 body |

### 1000 m
| Místo            | !1. místo                       | Čas      | 2. místo                        | Čas      | 3. místo                        | Čas      | Příp. další česká účast                                       | Čas             |
| ---------------- | ------------------------------- | -------- | ------------------------------- | -------- | ------------------------------- | -------- | ------------------------------------------------------------- | --------------- |
| Nagano 1         | Monique Garbrechtová-Enfeldtová | 1:17,49  | Aki Tonoikeová                  | 1:18,39  | Sabine Völkerová                | 1:18,44  | —                                                             | —               |
| Nagano 2         | Monique Garbrechtová-Enfeldtová | 1:17,12  | Chris Wittyová                  | 1:17,44  | Catriona LeMayová-Doanová       | 1:17,70  | —                                                             | —               |
| Charbin 1        | Monique Garbrechtová-Enfeldtová | 1:16,48  | Aki Tonoikeová                  | 1:18,15  | Chris Wittyová                  | 1:18,26  | —                                                             | —               |
| Charbin 2        | Monique Garbrechtová-Enfeldtová | 1:17,01  | Chris Wittyová                  | 1:18,32  | Světlana Žurovová               | 1:18,74  | —                                                             | —               |
| Salt Lake City 1 | Jennifer Rodriguezová           | 1:14,48  | Monique Garbrechtová-Enfeldtová | 1:14,54  | Chris Wittyová                  | 1:14,66  | —                                                             | —               |
| Salt Lake City 2 | Monique Garbrechtová-Enfeldtová | 1:14,17  | Jennifer Rodriguezová           | 1:14,55  | Chris Wittyová                  | 1:15,11  | —                                                             | —               |
| Inzell           | Monique Garbrechtová-Enfeldtová | 1:18,22  | Anni Friesingerová              | 1:18,41  | Catriona LeMayová-Doanová       | 1:18,81  | 18. (div. B) Marcela Kramárová                                | 1:29,28         |
| Heerenveen 1     | Jennifer Rodriguezová           | 1:16,46  | Chris Wittyová                  | 1:16,96  | Monique Garbrechtová-Enfeldtová | 1:17,05  | 11. (div. B) Marcela Kramárová                                | 1:26,48         |
| Heerenveen 2     | Marianne Timmerová              | 1:17,08  | Chris Wittyová                  | 1:17,52  | Anželika Kotjugová              | 1:17,79  | 12. (div. B) Martina Sáblíková 13. (div. B) Marcela Kramárová | 1:25,47 1:26,77 |
|                  |                                 |          |                                 |          |                                 |          |                                                               |                 |
| Celkové pořadí   | Monique Garbrechtová-Enfeldtová | 750 bodů | Chris Wittyová                  | 616 bodů | Anželika Kotjugová              | 416 bodů | 56. Martina Sáblíková 56. Marcela Kramárová                   | 0 bodů          |

### 1500 m
| Místo            | 1. místo           | Čas      | 2. místo              | Čas      | 3. místo              | Čas      | Příp. další česká účast        | Čas     |
| ---------------- | ------------------ | -------- | --------------------- | -------- | --------------------- | -------- | ------------------------------ | ------- |
| Hamar            | Cindy Klassenová   | 1:58,07  | Claudia Pechsteinová  | 1:58,82  | Jennifer Rodriguezová | 1:58,86  | —                              | —       |
| Erfurt           | Cindy Klassenová   | 1:58,47  | Claudia Pechsteinová  | 1:58,50  | Anni Friesingerová    | 1:59,51  | 30. (div. B) Martina Sáblíková | 2:09,64 |
| Erfurt – víceboj | Cindy Klassenová   | 1:58,47  | Claudia Pechsteinová  | 1:58,50  | Jennifer Rodriguezová | 1:59,56  | 35. Martina Sáblíková          | 2:09,64 |
| Heerenveen       | Cindy Klassenová   | 1:57,72  | Claudia Pechsteinová  | 1:58,82  | Annamarie Thomasová   | 1:58,89  | —                              | —       |
| Baselga di Piné  | Anni Friesingerová | 2:01,35  | Cindy Klassenová      | 2:02,70  | Jennifer Rodriguezová | 2:02,84  | —                              | —       |
| Heerenveen       | Cindy Klassenová   | 1:57,70  | Jennifer Rodriguezová | 1:58,78  | Anni Friesingerová    | 1:58,97  | 20. (div. B) Martina Sáblíková | 2:10,02 |
|                  |                    |          |                       |          |                       |          |                                |         |
| Celkové pořadí   | Cindy Klassenová   | 530 bodů | Claudia Pechsteinová  | 380 bodů | Jennifer Rodriguezová | 370 bodů | 47. Martina Sáblíková          | 0 bodů  |

Pokud se rychlobruslařky účastnily v rámci mítinku v Erfurtu i víceboje, získaly do Světového poháru dodatečné body. Pořadí těchto závodnic je též uvedeno v tabulce.

### 3000 m/5000 m
| Místo            | Disciplína     | 1. místo             | Čas      | 2. místo             | Čas      | 3. místo           | Čas      | Příp. další česká účast        | Čas     |
| ---------------- | -------------- | -------------------- | -------- | -------------------- | -------- | ------------------ | -------- | ------------------------------ | ------- |
| Hamar            | 3000 m         | Claudia Pechsteinová | 4:05,00  | Barbara de Loorová   | 4:08,54  | Cindy Klassenová   | 4:10,12  | —                              | —       |
| Erfurt           | 3000 m         | Clara Hughesová      | 4:04,53  | Claudia Pechsteinová | 4:05,78  | Cindy Klassenová   | 4:06,87  | 25. (div. B) Martina Sáblíková | 4:29,61 |
| Erfurt – víceboj | 3000 m         | Clara Hughesová      | 4:04,53  | Claudia Pechsteinová | 4:05,78  | Cindy Klassenová   | 4:06,87  | 36. Martina Sáblíková          | 4:29,61 |
| Heerenveen       | 5000 m         | Claudia Pechsteinová | 7:02,91  | Clara Hughesová      | 7:04,35  | Barbara de Loorová | 7:10,09  | —                              | —       |
| Baselga di Piné  | 3000 m         | Anni Friesingerová   | 4:11,04  | Claudia Pechsteinová | 4:14,77  | Cindy Klassenová   | 4:16,83  | —                              | —       |
| Heerenveen       | 3000 m         | Anni Friesingerová   | 4:06,57  | Cindy Klassenová     | 4:08,14  | Gretha Smitová     | 4:10,09  | 14. (div. B) Martina Sáblíková | 4:30,28 |
|                  |                |                      |          |                      |          |                    |          |                                |         |
| Celkové pořadí   | Celkové pořadí | Claudia Pechsteinová | 445 bodů | Clara Hughesová      | 380 bodů | Cindy Klassenová   | 349 bodů | 48. Martina Sáblíková          | 0 bodů  |

Pokud se rychlobruslařky účastnily v rámci mítinku v Erfurtu i víceboje, získaly do Světového poháru dodatečné body. Pořadí těchto závodnic je též uvedeno v tabulce.